# Canovium

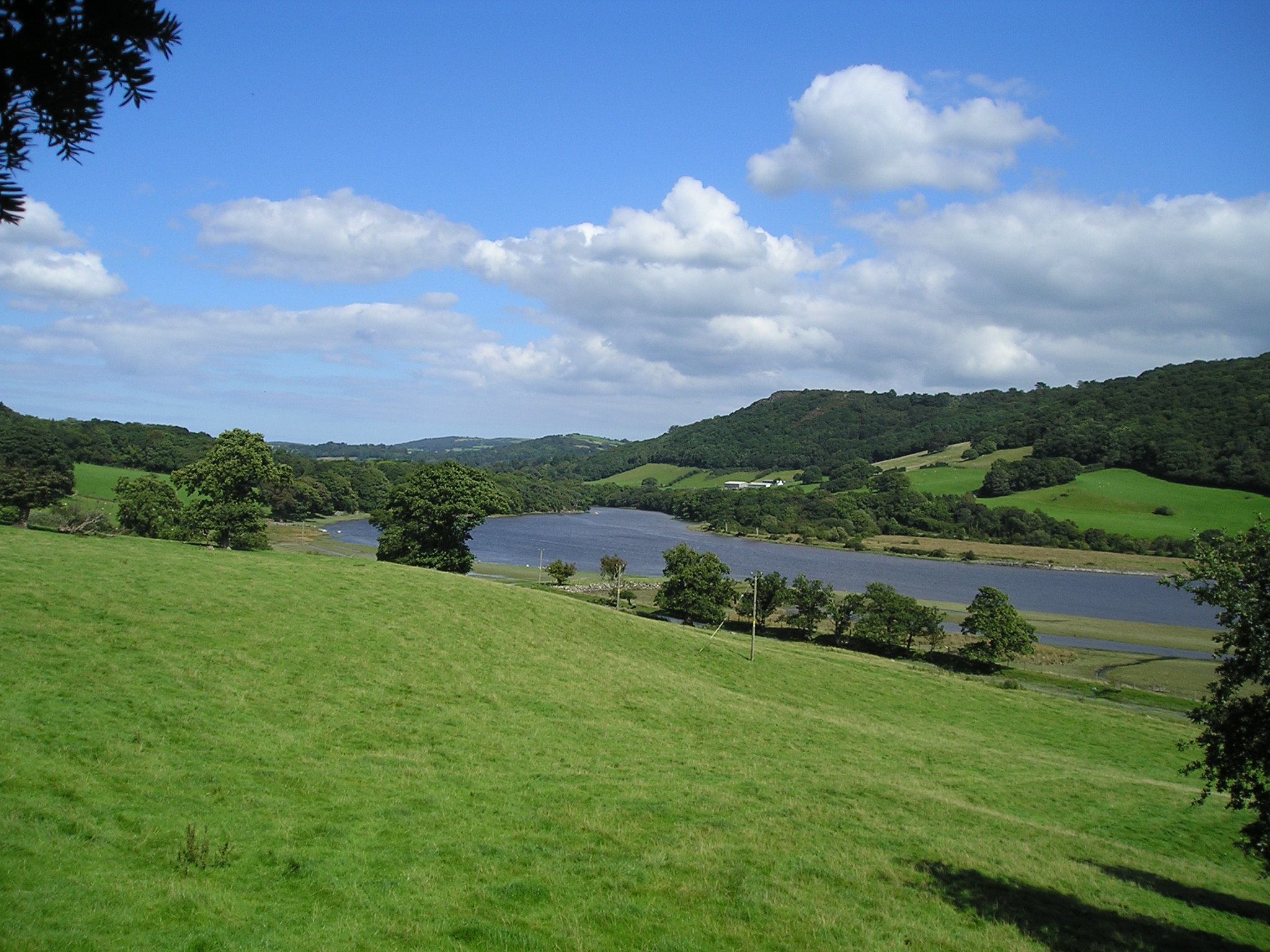
Vista desde el fuerte hacia el río Conwy.

Canovium era un castrum de la provincia romana de Britania. Se localizaba en Caerhun, en el valle de Conwy, en Gales del norte.

## Primera historia
Canovium era un castrum cuadrado hecho de madera que estaba cerca del río que cruza Tal-Y-Cafn. Lo construyó el ejército romano alrededor del año 75 d. C., posiblemente para albergar un campamento para un regimiento de unos 500 soldados de infantería.
En el siglo II se reconstruyó con piedra. Contenía el típico edificio romano que servía de sede: la casa del oficial. También graneros y barracas, pero estos eran más grandes de lo habitual respecto a las medidas del castrum. Había además baños en la zona este y un extenso vicus al norte. 
A 11 kilómetros de Canovium se encontró en el siglo XIX un gran mojón dedicado al Emperador Adriano. Ahora se guarda en el  Museo británico.

## Historia reciente
Pudo haberse abandonado durante un periodo breve en la segunda mitad del siglo II, pero se reocupó en poco tiempo. Se construyó una nueva cocina y continuó habitado hasta finales del siglo IV. 
En el noroeste del campamento se construyó en el siglo XIV la iglesia parroquial de Santa María y su cementerio.

## Estudios académicos
Hay varias publicaciones sobre el castrum Canovium, que se describen en el Kanovium Project, en el link inferior. En un estudio sobre el campamento en 1983 se recogieron informes de P.K. Baillie Reynold, de la Universidad de Aberystwyth. Era la culminación de cuatro veranos de excavaciones.